# Lorenzo Alexander
Lorenzo John Alexander (* 31. Mai 1983 in Oakland, Kalifornien) ist ein ehemaliger US-amerikanischer American-Football-Spieler auf der Position des Defensive Tackles und des Linebackers. Er spielte in der National Football League (NFL) für die Washington Redskins, die Arizona Cardinals, die Oakland Raiders und die Buffalo Bills.

## College
Alexander besuchte die University of California, Berkeley und spielte für deren Team, die Golden Bears, als Defensive Tackle erfolgreich College Football. Insgesamt konnte er 110 Tackles setzen und 4,5 Sacks erzielen.

## NFL

### Carolina Panthers
Alexanders Profi-Karriere kam zunächst eher schleppend in Gang. Beim NFL Draft 2005 fand er keine Berücksichtigung, wurde aber später von den Carolina Panthers als Free Agent verpflichtet. Er schaffte es nur in den Practice Squad und wurde nach einem Jahr wieder entlassen.

### Baltimore Ravens
Von den Baltimore Ravens wurde er ebenfalls für deren Practice Squad unter Vertrag genommen, aber nach fünf Tagen bereits wieder ausgemustert.

### Washington Redskins
Er kam schließlich bei den Washington Redskins unter, musste aber auch dort zunächst eine Spielzeit im Practice Squad verbringen. 2007 kam er dann endlich zu seinen ersten Einsätzen als Profi. Er wurde in den Special Teams, in der Defensive- und auch in der Offensive Line aufgeboten.
2010 wurde er zum Linebacker umfunktioniert und erhielt deutlich mehr Spielzeit. 12-mal lief er sogar als Starter auf. Außerdem wurde er von seinen Mitspielern zu einem der beiden Mannschaftskapitäne der Special Teams gewählt. 2013 wurde er als Special Teamer in den Pro Bowl berufen.

### Arizona Cardinals
2013 wechselte er zu den Arizona Cardinals. Seine erste Spielzeit für das neue Team war allerdings bereits nach drei Spielen wegen einer Verletzung des Mittelfußknochens zu Ende. 2014 kam er vor allem in den Special Teams zum Einsatz.

### Oakland Raiders
2015 spielte er eine Saison lang für die Oakland Raiders, wobei ihm insgesamt 13 Tackles gelangen.

### Buffalo Bills
2016 wechselte er zu den Buffalo Bills und wurde als Starting-Linebacker eingesetzt.  Er dankte es seinem Team mit seiner bislang besten Saisonleistung. Er konnte 76 Tackles setzen und 12,5 Sacks erzielen, was ihm seine zweite Berufung in den Pro Bowl einbrachte, wo er letztlich sogar als Defensive MVP ausgezeichnet wurde. Nach dem Ausscheiden der Bills aus den Play-offs der Saison 2019 erklärte Alexander seinen Rücktritt.